# Cinéma futuriste

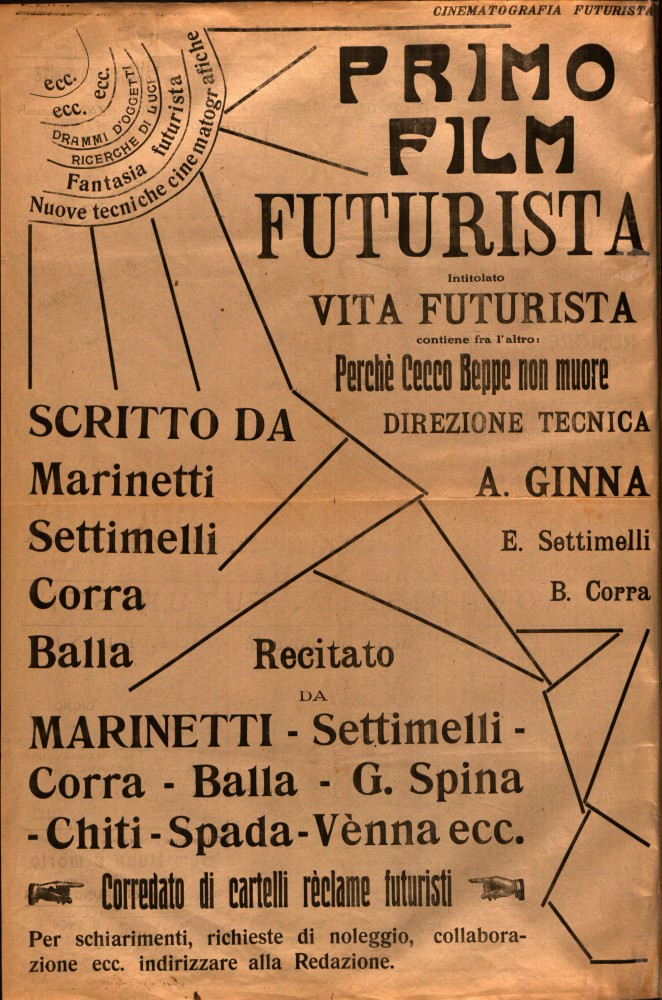
Affiche de Vita futurista, 1916

Le cinéma futuriste est la composante cinématographique du mouvement futuriste du début du XXe siècle (de 1904 à 1920), qui rejette la tradition esthétique et exalte le monde moderne, en particulier la civilisation urbaine, les machines et la vitesse.

## Définition d'un art nouveau
Partisans du progrès technologique, les futuristes italiens n’arrivaient pourtant pas à accepter le cinéma et la photographie comme nouvelles formes d’art. Umberto Boccioni, le théoricien du « dynamisme plastique futuriste » avait épousé les idées d’Henri Bergson sur l’incapacité du cinéma à saisir l’élan vital et la réalité elle-même comme immanence du devenir. Filippo Tommaso Marinetti, le fondateur du mouvement futuriste, voyait en revanche dans les trucages des premiers films muets un pouvoir de déconditionnement du regard qui les rendait « futuristes » avant la lettre, c’est-à-dire capables d’abolir, dans l’image en mouvement, toute logique naturaliste.

## Balbutiements
Les débuts du cinéma futuriste se font en dehors du mouvement fondé par Marineti. Ils sont d’abord l’œuvre des frères Arnaldo et Bruno Ginanni-Corradini, plus connus aujourd’hui sous les pseudonymes futuristes de Arnaldo Ginna (1890-1982) et Bruno Corra (1892-1976). Théoriciens d’une ciné-peinture abstraite, ils réalisent, entre 1910 et 1912, des courts métrages en peignant directement sur la pellicule. Leur expérience est néanmoins rejetée par Boccioni. Un autre film est tourné en 1914 par Aldo Molinari (1885-1959) : Mondo baldoria (Monde bombance), directement inspiré d’un manifeste futuriste d’Aldo Palazzeschi (1885-1974). Cette nouvelle expérience est pourtant désapprouvée par Marinetti qui veut garder la mainmise sur toute expression de l’art d’avant-garde en Italie.
- Manifesto della Cinematografia futurista (1916)[1] :  Pittura + scultura + dinamismo plastico + parole in libertà + intonarumori + architettura + teatro sintetico = Cinematografia futurista

## Cinéma d'avant-garde
La rencontre officielle du futurisme et du cinéma a lieu en 1916, dans les termes extrêmes de Vita futurista (Vie futuriste) qui se veut, d’après l’analyse qu'en a faite Giovanni Lista, un film-performance. À la même date, l’avant-garde indépendante romaine cherche en revanche à établir, avec Thaïs (Thaïs), un compromis avec le cinéma institutionnel. Les projets d’après-guerre, signés par Pannaggi, Depero, Viviani, Prampolini, Paladini, Farfa et d’autres, proposent de multiples idées et solutions, confirmant ainsi la pluralité du futurisme en tant qu’idéologie globale de l’esprit d’avant-garde, par conséquent non réductible à un simple programme formel ou stylistique.

## Galerie:Thaïs(1917)

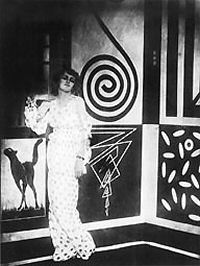
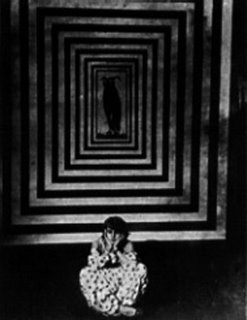
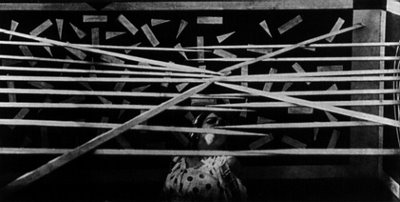
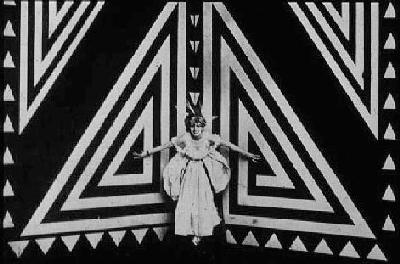
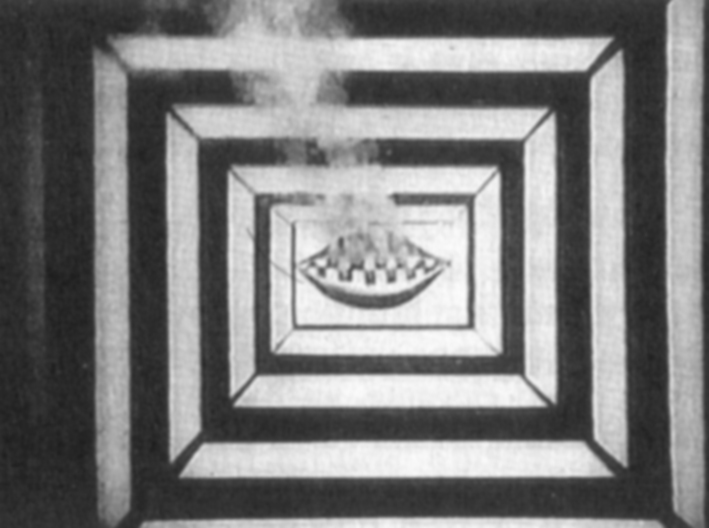
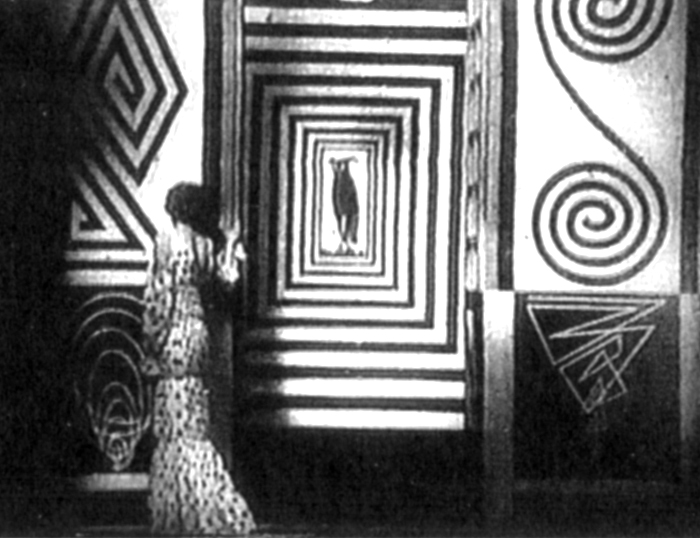

- Thaïs (film, 1917)[2]

## Scission: futurismeversusexpérimental
Au début des années 1930, l’arrivée du parlant amène une situation nouvelle, plus radicale, qui provoque la dissociation entre d’une part la ligne expérimentale de l’avant-garde et d’autre part toute tentative d’insérer le futurisme dans le cinéma narratif et commercial des salles cinématographiques.